# Orville (nome)
Orville  è un nome proprio di persona inglese maschile.

## Varianti
- Maschili: Orval[2]

## Origine e diffusione
Si tratta di una ripresa del raro cognome inglese Orville, dall'etimologia incerta: a meno che non sia derivato dal nome del fiume Orwell, potrebbe risalire a un titolo nobiliare normanno, a sua volta tratto da uno dei vari luoghi in Francia chiamati Orville; questi toponimi hanno in genere origine romanza (da or ville, "città d'oro"), o in qualche caso, come per Orville nel Passo di Calais, da Andriaca Villa (dove Andriaca è un nome celtico o franco).
L'uso di Orville come nome proprio è documentato dal XVIII secolo, ma non è chiaro il motivo che ha spinto ad adottarlo: potrebbe essere stato ispirato dal personaggio di Lord Orville dell'Evelina di Fanny Burney (che secondo alcune fonti avrebbe creato da zero il nome), oppure potrebbe essere stato ripreso in onore del gesuita belga Albert d'Orville, cartografo e missionario in Cina. Nel Regno Unito, il nome Orville è associato frequentemente a una celebre marionetta (un papero verde) adoperata dal ventriloquista Keith Harris negli anni ottanta, mentre negli Stati Uniti è associato a Orville Redenbacher, un imprenditore da cui prende il nome una marca di pop corn.

## Persone

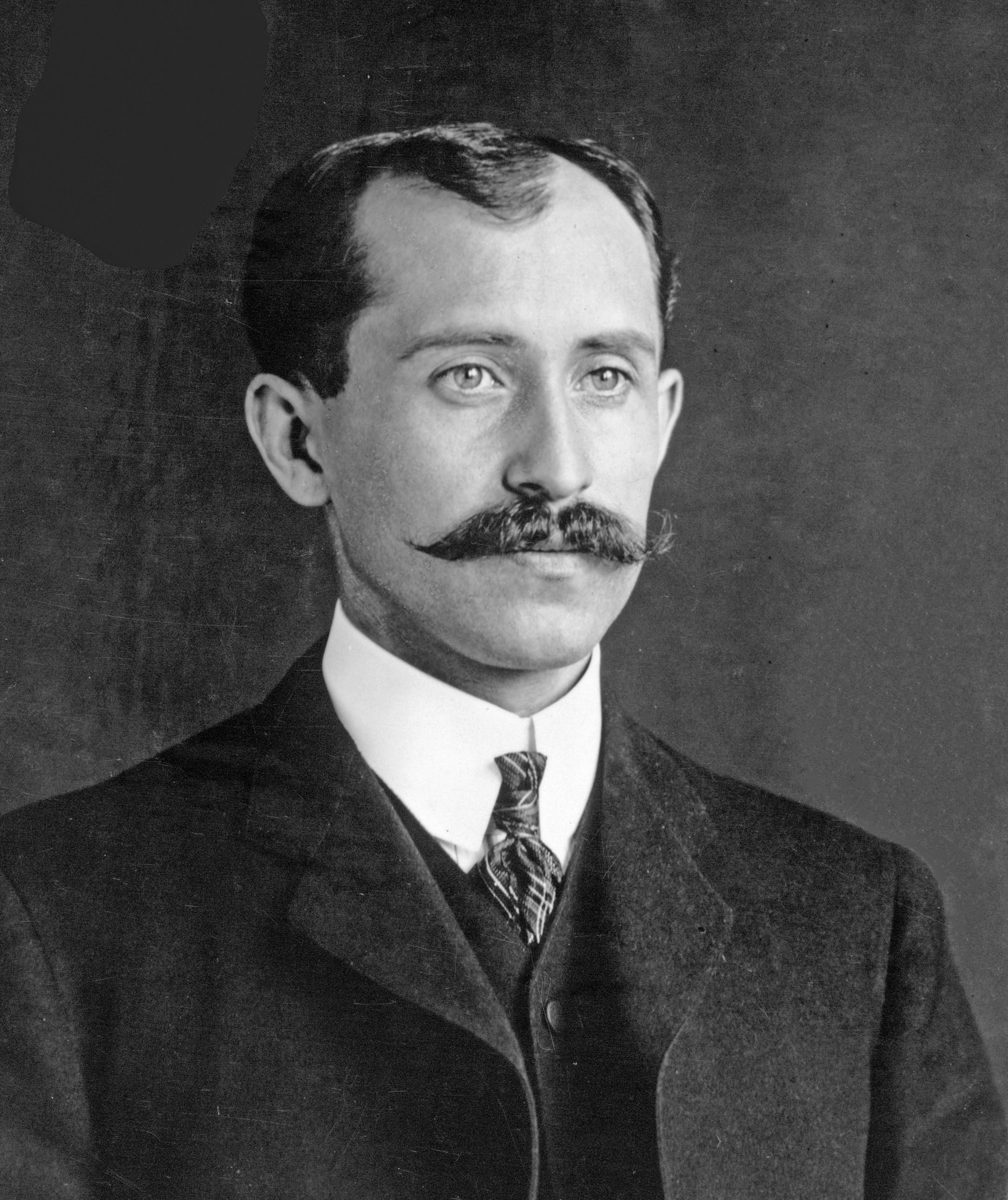
Orville Wright

- Orville Brown, wrestler statunitense
- Orville Freeman, politico e militare statunitense
- Orville Gibson, liutaio statunitense
- Orville Harrold, tenore statunitense
- Orville Hickman Browning, politico e avvocato statunitense
- Orville Platt, politico statunitense
- Orville Wright, ingegnere e inventore statunitense

### Variante Orval
- Orval Faubus, politico statunitense